# 林理幹
林 理幹（はやし まさより、7月6日 - ）は、日本の男性声優。以前はアクセントに所属していた。愛知県出身。

## 出演作品

### テレビアニメ
- 奏光のストレイン（艦長）
- ふしぎ星の☆ふたご姫（パンプ、ベアベア）
- 魔法少女リリカルなのはStrikerS（評議長）
- 夜明け前より瑠璃色な（コメンテーター、鮮魚店主人）
- RED GARDEN（アンディ、医者、おじさん店主、バーテン）

### OVA
- AIKa R-16:VIRGIN MISSION（クルー、クルー達）
- 円盤皇女ワるきゅーレ 星霊節の花嫁（銭湯の客）
- きらめき☆プロジェクト（重役）

### ゲーム
- ニーア・レプリカント